# Canoë-kayak aux Jeux olympiques d'été de 2016 - C2 hommes (slalom)
Navigation
Londres 2012 Tokyo 2020
L'épreuve masculine du C2 des Jeux olympiques d'été 2016 de Rio de Janeiro se déroule du 8 au 11 août 2016.

## Résultats
| Rang               | Nom                                 | Pays               | Tour préliminaire | Tour préliminaire | Tour préliminaire | Tour préliminaire | Tour préliminaire | Tour préliminaire | Demi-finale  | Demi-finale  | Demi-finale  | Finale       | Finale       | Finale       |
| Rang               | Nom                                 | Pays               | Manche 1          | Pén               | Manche 2          | Pén               | Meilleur          | Rang              | Temps        | Pén          | Rang         | Temps        | Pén          | Rang         |
| ------------------ | ----------------------------------- | ------------------ | ----------------- | ----------------- | ----------------- | ----------------- | ----------------- | ----------------- | ------------ | ------------ | ------------ | ------------ | ------------ | ------------ |
| Médaille d'or      | Ladislav Škantár & Peter Škantár    | Slovaquie          | 100 s 89          | 0                 | 106 s 00          | 8                 | 100 s 89          | 1                 | 110 s 42     | 4            | 6            | 101 s 58     | 0            | 1            |
| Médaille d'argent  | David Florence & Richard Hounslow   | Grande-Bretagne    | 103 s 27          | 0                 | DNS               | -                 | 103 s 27          | 3                 | 109 s 60     | 2            | 3            | 102 s 01     | 0            | 2            |
| Médaille de bronze | Gauthier Klauss & Matthieu Péché    | France             | 103 s 35          | 2                 | 102 s 43          | 0                 | 102 s 43          | 2                 | 110 s 19     | 4            | 5            | 103 s 24     | 0            | 3            |
| 4                  | Franz Anton & Jan Benzien           | Allemagne          | 103 s 43          | 0                 | 114 s 35          | 4                 | 103 s 43          | 5                 | 107 s 93     | 0            | 1            | 103 s 58     | 0            | 4            |
| 5                  | Marcin Pochwała & Piotr Szczepański | Pologne            | 115 s 36          | 2                 | 159 s 68          | 52                | 115 s 36          | 11                | 110 s 17     | 0            | 4            | 104 s 97     | 0            | 5            |
| 6                  | Mikhail Kuznetsov & Dmitry Larionov | Russie             | 167 s 26          | 54                | 107 s 39          | 0                 | 107 s 39          | 8                 | 112 s 39     | 6            | 8            | 106 s 70     | 0            | 6            |
| 7                  | Luka Božič & Sašo Taljat            | Slovénie           | 105 s 21          | 0                 | 113 s 41          | 2                 | 105 s 21          | 6                 | 111 s 14     | 4            | 7            | 107 s 73     | 2            | 7            |
| 8                  | Jonáš Kašpar & Marek Šindler        | République tchèque | 104 s 32          | 0                 | 103 s 43          | 4                 | 103 s 43          | 4                 | 108 s 09     | 4            | 2            | 108 s 35     | 4            | 8            |
| 9                  | Lukas Werro & Simon Werro           | Suisse             | 158 s 47          | 54                | 110 s 56          | 2                 | 110 s 56          | 9                 | 115 s 40     | 4            | 9            | 111 s 52     | 0            | 9            |
| 10                 | Casey Eichfeld & Devin McEwan       | États-Unis         | 112 s 33          | 4                 | 117 s 19          | 6                 | 112 s 33          | 10                | 116 s 26     | 2            | 10           | 119 s 85     | 8            | 10           |
|                    |                                     |                    |                   |                   |                   |                   |                   |                   |              |              |              |              |              |              |
| 11                 | Charles Corrêa & Anderson Oliveira  | Brésil             | 107 s 71          | 2                 | 106 s 14          | 2                 | 106 s 14          | 7                 | 116 s 49     | 6            | 11           | non qualifié | non qualifié | non qualifié |
|                    |                                     |                    |                   |                   |                   |                   |                   |                   |              |              |              |              |              |              |
| 12                 | Shota Sasaki & Tsubasa Sasaki       | Japon              | 122 s 04          | 12                | 119 s 04          | 6                 | 119 s 04          | 12                | non qualifié | non qualifié | non qualifié | non qualifié | non qualifié | non qualifié |